# Kevin Eldon
Kevin Eldon (Chatham, 2 ottobre 1959) è un attore britannico.

## Carriera
Ha recitato in molti show comici dagli anni '90 in poi. Una delle sue prime apparizioni in televisione è stata nel 1995 in Knowing Me, Knowing You with Alan Partridge nei panni di Fanny Thomas, un finto chef sbruffone e successivamente apparve in I'm Alan Partridge nei panni dello spocchioso razzista, Mike Samson.
Durante gli anni '90, ha lavorato con comici come Simon Pegg, Mark Heap, Julia Davis, Amelia Bullmore e molti altri nella serie comica Big Train. Uno dei suoi personaggi più importanti per Big Train, George Martin, è ispirato dalla sua impressione del produttore dei Beatles. In precedenza aveva già lavorato con alcuni membri del cast nella serie Brass Eye e nello show comico Jam, entrambe scritte da Christopher Morris. Successivamente recita nei film Nathan Barley e Four Lions nel ruolo di un cecchino della polizia (sempre scritto da Morris). Nel 2004, recita nello show vincitore del premio BAFTA Nighty Night nel ruolo di Terry Tyrrell, marito del personaggio di Julia Davis. Ha poi recitato anche in Hunderby (un altro show comico scritto da Julia Davis), Little Crackers e Psychobitches. Lavorò nuovamente con Pegg in un episodio della sitcom Spaced con Mark Gatiss, entrambi i quali interpretavano due agenti governativi in stile Matrix, e nella commedia Hot Fuzz dove interpretava il sergente Tony Fisher.
È apparso sullo schermo numerose volte con il comico Bill Bailey; si esibirono come parodia della band tedesca Kraftwerk, cantando versioni tedesche di "Hokey Cokey" e la canzone dei Wurzels "The Combine Harvester" per la versione registrata del tour comico Part Troll di Bill Bailey, insieme a John Moloney e Martin Trenamann. Ha interpretato lo stesso ruolo nel tour Tinselworm del 2007 di Bailey, nel Comedy Gala di Channel 4 nel 2010 e nel tour Dandelion Mind del 2010 di Bailey. Alla fine del 2006, Eldon, insieme a Bailey, ha contribuito a organizzare e produrre un breve tour e una rappresentazione nel West End di Pinter's People all'Haymarket Theatre di Londra. Lo spettacolo era una raccolta di sketch scritti da Harold Pinter, interpretati anche da Geraldine McNulty e Sally Phillips. Sono apparsi di nuovo insieme quando Eldon è stato membro del panel di Never Mind the Buzzcocks nel 2007 (con Bailey come capitano della squadra), così come nello show di "Dave" Alan Davies: As Yet Untitled. Hanno anche recitato insieme nell'episodio "Grapes of Wrath" della sitcom Black Books, in cui Eldon ha interpretato "The Cleaner". Ha avuto anche ruoli minori da protagonista in numerosi prodotti comici, tra cui Smack the Pony, Green Wing, IT Crowd e The Kennedys.
Nel 2013, è protagonista in una serie comica in sei parti chiamata It's Kevin, trasmessa su BBC Two. Lo spettacolo aveva molte guest star, per lo più comici con cui aveva già lavorato in precedenza. Ogni episodio si concludeva con una canzone, tra cui: "Mobile Phone", cantata dal finto duo pop svizzero Popsox interpretato da Eldon e Bailey; "Brad", dove il protagonista è stato interpretato da Peter Serafinowicz; e "Pensione Rap". Tra i personaggi ricorrenti includevano l'odioso poeta Paul Hamilton; Stanley Duthorpe, l'uomo immaginario del nord dell'Inghilterra; e un musicista francese maleducato. Questi personaggi sono apparsi anche nel DVD stand-up di Kevin Eldon is Titting About. Ha anche scritto una parodia biografica su Paul Hamilton intitolata "My Prefect Cousin: A Short Biography of Paul Hamilton" nel 2013 in cui finge che Hamilton sia suo cugino. Lo sceneggiatore di Big Train, Arthur Matthews ha sceneggiato anche qualche episodio della serie.
Nel 2008, ha interpretato la parte del coinquilino del Grande Fratello Joplin nel thriller horror in cinque parti dell'E4 di Charlie Brooker, Dead Set. È apparso in diverse serie televisive britanniche come Robin Hood, Utopia, Merlin, Skins, New Tricks e Hustle. Nel 2016, appare nella sesta stagione della serie fantasy americana, Il Trono di Spade insieme a Richard E. Grant come parte di una compagnia teatrale, con il personaggio di Eldon che interpreta una versione di Ned Stark. Alcune sue apparizioni cinematografiche includono la versione del 2005 di La fabbrica di cioccolato, e il film del 2014 Cuban Fury, nei panni del vicino del protagonista. Ha anche interpretato un poliziotto inglese nel film Hugo Cabret di Martin Scorsese del 2011. Ha doppiato Pete nel film d'animazione Chi sono e cosa voglio, e Mick McManus nel cortometraggio di Tim Plester World of Wrestling nel 2007. Nel 2009, ha interpreta il protagonista di Arthur in Radio Mania: An Abandoned Work, un film in 3D stereoscopico per il BFI, diretto dagli artisti britannici Iain Forsyth e Jane Pollard.
Ha prestato la voce anche per alcuni videogiochi, tra cui Hohokum e Gun Monkeys.

## Filmografia parziale

### Cinema
- Fievel - Il mistero del mostro della notte (An American Tail: The Mystery of the Night Monster), regia di Larry Latham (1999) – voce
- La fabbrica di cioccolato (Charlie and the Chocolate Factory), regia di Tim Burton (2005)
- Hot Fuzz, regia di Edgar Wright (2007)
- Four Lions, regia di Chris Morris (2010)
- Hugo Cabret (Hugo), regia di Martin Scorsese (2011)
- Cuban Fury, regia di James Griffiths (2014)
- Johnny English colpisce ancora (Johnny English Strikes Again), regia di Edward Kerr (2018)
- Eaten by Lions, regia di Jason Wingard (2019)
- Sei minuti a mezzanotte (Six Minutes to Midnight), regia di Andy Goddard (2020)
- Napoleon, regia di Ridley Scott (2023)

### Televisione
- Packet of Three – serie TV, 4 episodi (1992)
- Fist of Fun – serie TV, 12 episodi (1995-1996)
- The Sunday Show – serie TV, (1995-1997)
- Brass Eye – serie TV, 5 episodi (1997-2001)
- This Morning With Richard Not Judy – serie TV, 11 episodi (1998-1999)
- Big Train – serie TV, 12 episodi (1998-2002)
- Jam – serie TV, 6 episodi (2000)
- Black Books – serie TV, episodio 1x03 (2000)
- Spaced – serie TV, episodio 2x01 (2001)
- Attention Scum – serie TV, 6 episodi (2001)
- World of Pub – serie TV, 6 episodi (2001)
- Doctor Who: Death Comes to Time – serie TV, 4 episodi (2001-2002)
- Smack the Pony – serie TV, 3 episodi (2001-2003)
- Nighty Night – serie TV, 6 episodi (2004)
- Green Wing – serie TV, episodio 1x07 (2004)
- Non sono un animale (I Am Not an Animal) – serie TV, 6 episodi (2004) – voce
- Who I Am And What I Want, regia di Chris Shepherd – film TV (2005)
- Popetown – serie TV, 10 episodi (2006) – voce
- Hyperdrive – serie TV, 12 episodi (2006-2007)
- Skins – serie TV, episodio 2x03 (2008)
- New Tricks - Nuove tracce per vecchie volpi (New Tricks) – serie TV, episodio 5x06 (2008)
- Dead Set – serie TV, 5 episodi (2008)
- Robin Hood – serie TV, episodio 3x04 (2009)
- Merlin – serie TV, episodio 2x10 (2009)
- Stewart Lee's Comedy Vehicle – serie TV, 8 episodi (2009-2014)
- IT Crowed – serie TV, un episodio (2010)
- It's Kevin – serie TV, 6 episodi (2013)
- I misteri di Pemberley (Death Comes to Pemberley) – miniserie TV, 3 puntate (2013)
- Storie in scena (Playhouse Presents) – serie TV, episodio 3x07 (2014)
- Utopia – serie TV, episodio 2x02 (2014)
- Danger Mouse – serie TV, 99 episodi (2015-2019) – voce
- Damned – serie TV, 12 episodi (2016-2018)
- Il Trono di Spade – serie TV, 3 episodi (2016-2017)
- Gunpowder – miniserie TV, puntata 1 (2017)
- Inside No. 9 – serie TV, 2 episodi (2018-2024)
- EastEnders – serial TV, puntata 5667 (2018)
- Doctor Who – serie TV, episodio 11x09 (2018)
- The Last Kingdom – serie TV, 8 episodi (2018)
- Cavendish – serie TV, 9 episodi (2019)
- Criminal: Regno Unito (Criminal: UK) – serie TV, episodio 1x03 (2019)
- The Crown – serie TV, episodio 3x07 (2019)
- Sanditon – serie TV, 15 episodi (2019-2023)
- Miss Scarlet and the Duke – serie TV, episodio 1x04 (2020)
- Diavoli – serie TV, episodio 1x01 (2020)
- L'ispettore Barnaby (Midsomer Murders) – serie TV, un episodio (2020)
- Testimoni silenziosi (Silent Witness) – serie TV, episodi 24x01-24x02 (2021)
- Tenebre e ossa (Shadow and Bone) – serie TV, 3 episodi (2021-2023)
- Delitti in Paradiso (Death in Paradise) – serie TV, episodio 12x01 (2023)
- Hijack - Sette ore in alta quota (Hijack) – serie TV, 3 episodi (2023)
- Il problema dei 3 corpi (3 Body Problem) – serie TV, episodio 1x02 (2024)
- My Lady Jane – serie TV, 3 episodi (2024)
- Il Signore degli Anelli - Gli Anelli del Potere (The Lord of the Rings: The Rings of Power) – serie TV, 6 episodi (2024)

## Doppiatori italiani
Nelle versioni in italiano delle opere in cui ha recitato, Kevin Eldon è stato doppiato da:
- Raffaele Palmieri in Doctor Who, Miss Scarlet and the Duke, Diavoli
- Luca Dal Fabbro in Dead Set, Criminal: Regno Unito
- Mauro Gravina in Nighty Night
- Nanni Baldini in Hot Fuzz
- Luca Biagini in Skins
- Simone Mori in Merlin
- Roberto Stocchi in Hugo Cabret
- Pino Ammendola ne Il Trono di Spade
- Luigi Scribani in The Halcyon
- Sergio Lucchetti in Sanditon (st. 1-2)
- Mino Caprio in Sanditon (st. 3)
- Stefano Billi in Sei minuti a mezzanotte
- Stefano Onofri in Tenebre e ossa
- Franco Mannella in Pistol
- Rodolfo Bianchi in Napoleon
- Manfredi Aliquò in Hijack - Sette ore in alta quota
- Giulio Pierotti ne Il problema dei 3 corpi
- Marco Mete in My Lady Jane
- Vladimiro Conti ne Il Signore degli Anelli - Gli Anelli del Potere